# داریل
داریل (به هلندی: Driel) یک منطقهٔ مسکونی در هلند است که در افربیتووه واقع شده‌است. داریل ۴٬۲۰۵ نفر جمعیت دارد.